# (173086) Nireus
(173086) Nireus ist ein Asteroid aus der Gruppe der Jupiter-Trojaner. Damit werden Asteroiden bezeichnet, die auf den Lagrange-Punkten auf der Bahn des Planeten Jupiter um die Sonne laufen. Er ist dem Lagrange-Punkt L4 zugeordnet, das heißt (173086) Nireus läuft Jupiter in dessen Umlaufbahn um die Sonne um 60° voraus.
Der Asteroid wurde vom Schweizer Physiklehrer und Amateurastronomen Michel Ory am Jura-Observatorium (IAU-Code 185) in Vicques im Kanton Jura am 8. September 2007 entdeckt. Ory war Direktor des Observatoriums.
(173086) Nireus wurde am 21. März 2008 auf Vorschlag von A. Martinez nach Nireus benannt, einem König der Insel Syme, der für die Griechen am Trojanischen Krieg teilnehmen musste. Vorauseilende Trojaner werden nach griechischen Helden benannt.